# Distinction Hua-Yi
La distinction Hua-Yi (chinois traditionnel: 華夷之辨 ; simplifié: 华夷之辨 ; pinyin: huá yí zhībiàn) est un concept de la Chine ancienne qui différencie une culture définie comme « chinoise » (nommée hua 華 ou huaxia 華夏, ou xia 夏) en opposition à une culture ou ethnie extérieure (nommée yi 夷). Bien que le yi soit souvent traduit par « barbare », il peut se référer de manière générique à des « autres », c'est-à-dire tout groupe perçu comme culturellement différent, non-chinois ou étranger.